# Bloch MB.170 à MB.178
Les Bloch MB.170/MB.178 sont des avions militaires français de la Seconde Guerre mondiale, dont le plus connu est le Bloch MB.174. Mis en service en trop petite quantité durant la bataille de France en mai et juin 1940, il fut utilisé par l'armée de l'air jusqu'en 1944. Une version de torpillage, le MB.175T fut produite une fois la guerre terminée pour l'aéronautique navale, les derniers exemplaires n'étant réformés qu'en 1960.

## Le contexte du développement
L’entrée des troupes allemandes en Rhénanie le 7 mars 1936 obligea l’état-major français à reconsidérer ses plans d’armement et le plan quinquennal (Plan I) de modernisation de l’armée de l’air, voté le 25 août 1936, laissa la place à un nouveau programme (Plan des 1 500 ou Plan II) visant à la fourniture de 1 500 avions nouveaux avant la fin 1939. C’est dans cette optique que le STAé lança fin 1936 un nouveau programme de multiplaces de combat pour lequel le bureau d’études d’Henri Deplante proposa un nouveau bimoteur désigné MB.170. 9 Bloch 170 AB-2 furent commandés fin 1937 dans le cadre du Plan II. Ce programme prit du retard en raison de la nationalisation de l’industrie aéronautique française en janvier 1937. Réduite à un simple bureau d’études travaillant pour la Société nationale des constructions aéronautiques du sud-ouest (SNCASO), la Société des avions Marcel Bloch poursuivit pourtant le développement de l’appareil. Deux prototypes furent mis en chantier, le premier prenant l’air le 15 février 1938.

## D'une version à l'autre

### MB.170.01
Le premier prototype se présentait comme un monoplan à aile base cantilever et train d’atterrissage classique escamotable. La voilure était affectée d’un dièdre marqué, tout comme l’empennage bidérive. Les moteurs étaient des Gnome & Rhône 14N-6/7 de 950 ch. Cet appareil disposait, élément inhabituel pour un appareil de cette taille, d’une tourelle ventrale devant loger soit un équipement de prise de vue soit un poste de tir. Considéré comme un appareil triplace de bombardement et de reconnaissance (A-3), ce prototype fut gravement endommagé durant les essais.

### MB.170.02
Approuvé le 7 mars 1938 le Plan V remplaça les précédents. Il confirmait le choix des Potez 637 et 63.11 comme avions de reconnaissance et mettait l’accent sur la création d’une aviation de bombardement puissante, disposant de 36 groupes en janvier 1938 et 60 en avril 1941. La commande des 9 Bloch 170 AB2 fut transformée en 8 Bloch 174 A3/B3 (puisqu’un premier prototype avait volé). Devenu bombardier léger, le second prototype se distinguait sensiblement du premier : La tourelle ventrale était supprimée, le vitrage avant à la base du fuselage était plus important et l’empennage était agrandi.
Cet avion n’était pas adapté aux besoins de l’armée de l’air et le bureau d’études dut se remettre au travail. Il proposa donc au Ministère de l’air différentes variantes portant les désignations MB.171, MB.172, MB.173 et MB.174. C’est ce dernier modèle qui fut finalement retenu.

### MB.174

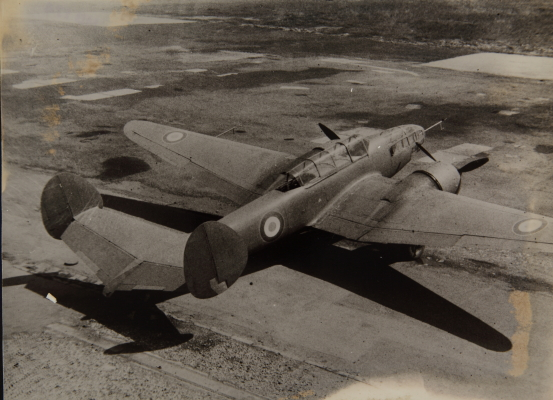
Un Bloch MB.174

Évolution du MB.170, ce nouveau modèle abandonnait définitivement la tourelle ventrale, la disposition de l’équipage était revue, le vitrage du poste de pilotage et de la pointe avant à nouveau modifiés, l’empennage du MB.170-02 conservé. Destiné spécifiquement à la reconnaissance avec une mission secondaire de bombardement, le prototype prit l’air le 5 janvier 1939 à Villacoublay piloté par René Le Bail avec des moteurs Gnome & Rhône 14M-20/21 de 1 030 ch. Six appareils de présérie furent commandés pour activer le développement du bimoteur, mais cet avion se révéla dès les premiers essais très rapide et facile à piloter, maniable même à très haute altitude, et une commande de 50 exemplaires de série fut notifiée le 1er février 1939. Destinés à remplacer les Potez 63.11 des groupes de reconnaissance, ces appareils devaient recevoir des moteurs Gnome & Rhône 14M-48/49 de 1 100 ch, mais les premiers essais effectués avec les avions de présérie révélèrent des problèmes de refroidissement. Il fut donc nécessaire de réduire le diamètre des casseroles d’hélices pour accroitre le flux d’air sur les têtes de cylindres. Enfin, juste avant la mise en service il fut décidé d’accroitre l’armement, qui fut finalement fixé à deux mitrailleuses MAC 1934 de 7,5 mm dans les ailes et trois montées dans des carénages ventraux amovibles tirant vers l’avant, une mitrailleuse dorsale et une arme ventrale du même type tirant vers l’arrière. La soute ventrale permettait d’emporter 400 kg de bombes, mais dans sa version initiale sa capacité était en fait limitée à 8 bombes de 40 kg ce qui était nettement insuffisant en opérations. La production avait été lancée en novembre 1939 à l’usine SNCASO de Bordeaux-Mérignac, mais en raison des modifications apportées aux avions durant leur développement les 20 premiers MB.174 ne furent acceptés par l’armée de l’air qu’en février 1940 et mis en service en mars 1940 au groupe de reconnaissance stratégique GR II/33. 56 exemplaires furent livrés jusqu’au 22 juin 1940. En opérations ce bimoteur se révéla capable de distancer les meilleurs chasseurs allemands alors en service et 4 MB.174 seulement furent perdus à l’ennemi durant la bataille de France.

### MB.175

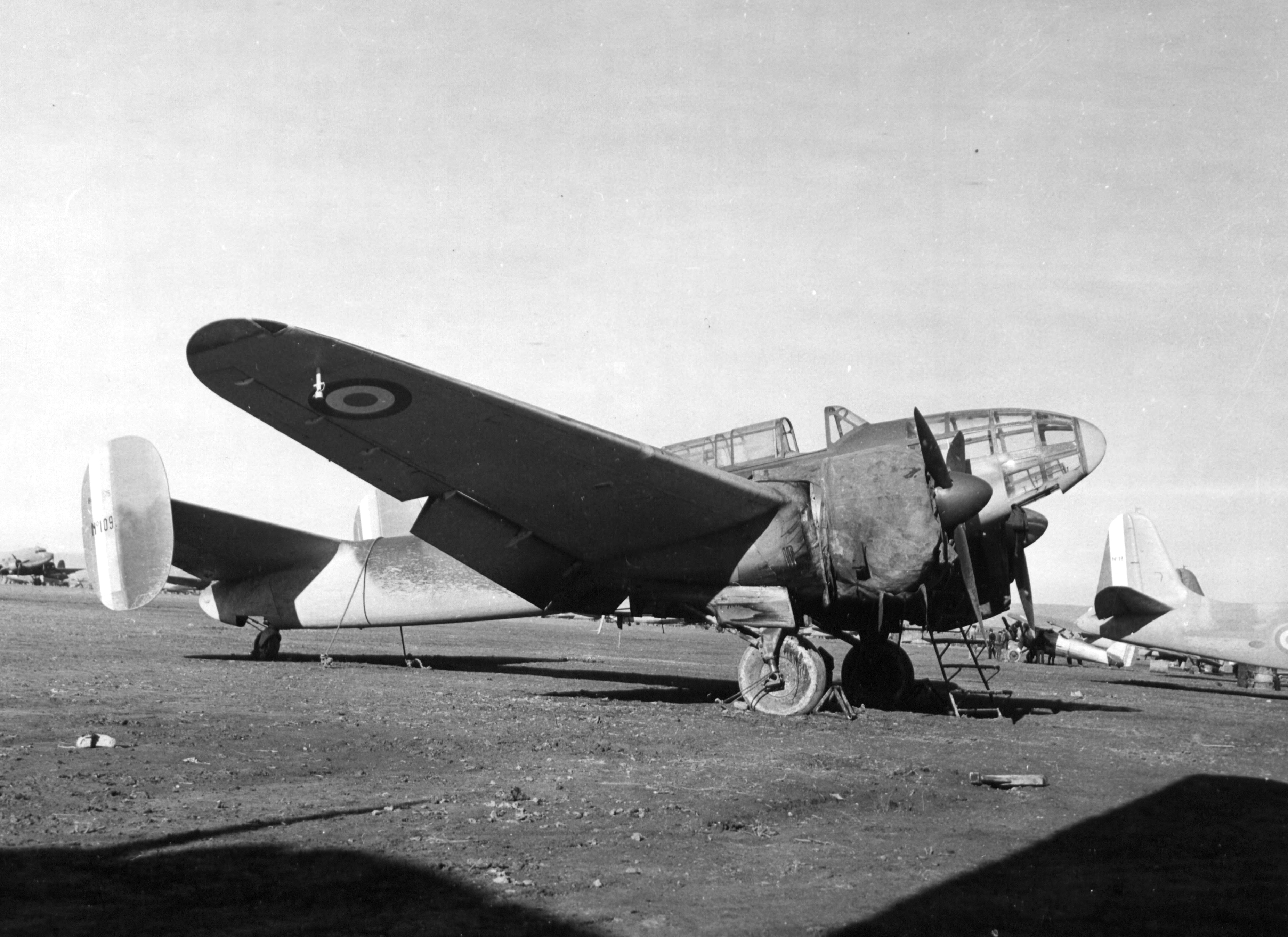
MB.175

Version de bombardement léger du MB.174, dont le fuselage était allongé et la soute ventrale modifiée pour recevoir 4 bombes de 100 kg ou 2 bombes de 200 kg. Produit par Bordeaux-Aéronautique, le prototype prit l’air le 3 décembre 1939 piloté par Daniel Rastel. Les pertes en opérations dans les groupes de reconnaissance utilisant le MB.174 ayant chuté de façon spectaculaire, la production de ce modèle devint prioritaire, mais il arrivait bien trop tard. Le premier MB.175B-3 fut livré en avril 1940 et 25 MB.175 seulement avaient été réceptionnés le 22 juin 1940 (plus de 200 étaient en cours de montage sur les chaînes ), permettant le rééquipement d’un seul groupe, le GR II/52. En juillet 1940, Focke-Wulf commande deux cents Bloch 175.

### MB.175T

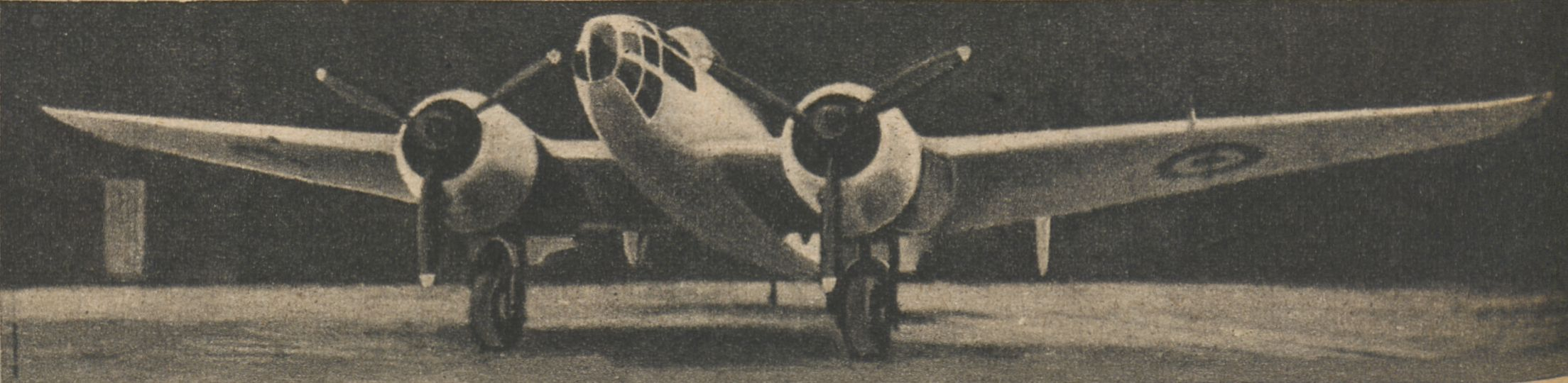
Un MB.175 de la Marine Nationale.

En 1945 la Marine nationale commanda 100 MB.175 (commande ramenée ensuite à 80 exemplaires) adaptés aux missions de torpillage. La production fut lancée à Châteauroux-Déols et les appareils livrés en priorité à la Flottille 6F à Agadir à partir de janvier 1947. Ces bimoteurs ne firent pas franchement le bonheur de l’aéronautique navale, qui fut heureuse de les remplacer en mars 1952 par des Grumman Avenger. Entre-temps la flottille 6F avait quitté le Maroc pour la base de Lartigue, près d’Oran, en Algérie. L’Escadrille 10S de Saint-Raphaël utilisa également quelques MB.175T pour des essais divers. Les derniers Bloch devaient finir leur carrière en 1960 à la section marine de la base école de Rochefort.

### MB.176
Afin d’accélérer la mise en service de l’appareil, une des difficultés étant l’approvisionnement en moteurs, on tenta de remplacer les deux Gnome & Rhône 14N-20/21 de 1 030 ch par des moteurs américains. Le Pratt & Whitney R-1830 Twin Wasp fut retenu. Malgré des performances décevantes 403 R-1830-SC3-G et 1 922 R-1830-S3C4-G furent commandés, à livrer avant février 1941, pour équiper 1 550 MB.176. Si une bonne partie des SC3-G furent livrés avant l’armistice, 5 MB.176B-3 seulement furent livrés et versés en Afrique du Nord au GR I/55 avec des MB.175. 

### MB.177
Prototype équipé de moteurs en ligne Hispano-Suiza 12Y-31.

### MB.178
Ce prototype était en cours de développement à l’usine de Courbevoie au moment où les troupes allemandes occupèrent Paris. Saisi, il fut transporté au centre d'essais de Rechlin, où on perd sa trace.

## En opérations

### LaDrôle de guerre
56 MB.174, 25 MN.175 et 5 MB.176 furent livrés à l’armée de l’air jusqu’au 22 juin 1940. Les premiers MB.174 furent livrés en février 1940 et versés en mars au groupe de reconnaissance GR II/33, le capitaine Antoine de Saint-Exupéry effectuant la première mission de guerre sur cet appareil le 29 mars. Durant les semaines qui suivirent les GR I/33 puis GR I/52 et GR II/36 reçurent à leur tour quelques appareils.
Le 16 avril, le no 16 du GR II/33 fut intercepté par deux Bf 109E du I/JG 3 à 8 500 m alors qu’il effectuait une reconnaissance photo sur le Rhin. Moteur droit touché et moteur gauche en panne, le pilote tenta de se poser à Neufchâteau (Belgique) mais l’avion prit feu (2 tués). Le 20 avril, le no 31 du GR I/52, rentrant d’une mission sur Stuttgart, fut abattu par le Hptm Tietzen du II/JG51.

### Labataille de France
Le 9 mai 1940 on comptait seulement 11 MB.174 en première ligne : 
- GR II/33 (Athies-sous-Laon) : 2 MB.174 (1 seul disponible) et 13 Potez 637/63.11 (11 disponibles) opérant au profit de la 1re division aérienne (Zone d’opérations aériennes Nord - ZOAN).
- GR II/36 (Nancy-Azelot) : 3 MB.174 (2 disponibles) et 11 Potez 63.11 (6 disponibles) opérant au profit de la 5e armée (Zone d’opérations aériennes Est - ZOAE).
- GR I/52 (Saint-Dizier) : 3 MB.174 (2 disponibles) et 12 Potez 637/63.11 (8 disponibles) opérant au profit de la 3e division aérienne (Zone d’opérations aériennes Est - ZOAE).
- GR I/33 (Dole-Tavaux) : 3 MB.174 (1 seul disponible) et 13 Potez 637/63.11 (3 disponibles) opérant au profit de la 6e division aérienne (Zone d’opérations aériennes Sud - ZOAS).

Le 19 mai le no 34 du GR I/52, en mission sur Cambrai, fut pris à partie par 27 Messerschmidt. Aux commandes le sergent chef Cugnot. Un ME fut touché par le mitrailleur, et un autre abattu. ll parvint à regagner sa base mais on releva 32 impacts sur le triplace. Le 23 mai Saint-Exupéry décolla d’Orly à bord du no 24 pour observer la progression allemande dans le secteur situé entre Amiens et Arras sous escorte de 5 Dewoitine D.520, dont deux furent abattus. Il a relaté cette expérience dans son roman Pilote de guerre. 
Le 5 juin 1940 la situation du matériel n’avait guère évolué, cinq groupes disposant toujours de 45 Potez 630 (25 disponibles) pour 23 Bloch (9 disponibles). Replié sur Nangis, le GR II/33 alignait 5 MB.174 (5 disponibles) et le GR I/33, stationné à Martigny-les-Gerbonvaux, 5 (3 disponibles). Ces deux groupes restaient affectés aux reconnaissances stratégiques au profit des ZOAN et ZOAE respectivement. Opérant au profit de la 7e armée, le GR I/35, qui avait reçu ses premiers Bloch fin mai, disposait à Mantes-la-Jolie-Gassicourt de 3 MB.174 (1 seul disponible) et le GR II/36, stationné à Neufchâteau, comptait toujours 4 MB.174 (aucun disponible). Replié à Feurs, le GR I/52, dont l’unique Bloch était indisponible, venait de recevoir l’ordre d’abandonner sur place ses Potez et de faire mouvement sur Bordeaux pour rééquipement. Immobilisé à Caen du 8 au 14 mars, il devait arriver à Mérignac pour apprendre qu’il devait faire mouvement sur l’AFN. 
La première unité à recevoir le M.175 fut le GR II/52, qui prit en compte ses premiers bimoteurs à Bordeaux le 28 mai 1940. Avec une dotation mixte de MB.174 et MB.175 il gagna Perpignan le 18 juin 1940 avant de rejoindre l’Algérie deux jours plus tard.

### L'aviation d'armistice
Mi-juin 1940, les groupes opérant sur MB.174/175 reçurent l’ordre de se replier sur l’Afrique du Nord. Le GR I/52 arriva à Alger-Maison Blanche le 18 juin, suivi deux jours plus tard par les GR II/52 et GR I/35. Le GR II/36 dispersa ses appareils entre Tunis et Sétif le 20 juin, le GR I/55 rejoignit à son tour Alger-Maison Blanche le 22 juin et le GR I/33 arriva à Bizerte-Sidi Ahmed le 25 juin tandis que le GR II/33 se posait à Alger-Maison Blanche. 
Les conventions d’armistice limitèrent à trois groupes stationnés en Afrique du Nord le nombre d’unités sur Bloch. Le GR I/35 fut donc dissout dès le 15 juillet 1940, suivi le 30 août du GR II/36 et le 31 du GR I/33. Arrivé à Alger-Maison Blanche le 22 juin 1940, le GR I/55, qui venait de commencer sa transformation sur MB.175 à Oran, reçut en août l’ordre de rejoindre la métropole sur ses seuls Potez 63.11 pour y être dissout le 30 du même mois.
MB.174 et MB.175 furent donc répartis entre les GR II/33, transféré à Tunis-El Aouina le 26 août 1940, GR I/52, affecté au Maroc le 25 juin 1940, et GR II/52, stationné à Oran-La Sénia à partir du 25 juin 1940. 
Après la première attaque britannique sur Mers-el-Kebir, le 3 juillet 1940, les Bloch du GR II/52 lancèrent des reconnaissances jusqu’à Gibraltar à la recherche de la flotte britannique. Ces missions se prolongèrent jusqu’en août 1940. La plupart des Bloch des GR I/52, installés à Marrakech et GR I/52, repliés sur Beni Ounif depuis janvier 1942, furent détruits par les bombardements Alliés le 8 novembre 1942. Le GR I/52 fut dissous le 31 novembre 1942, alors que le GR II/52 était déjà en cours de conversion sur Douglas DB-7.

### Dernières opérations
Malgré le manque de carburant et de pièces détachées, le GR II/33 parvint à poursuivre son entrainement et à effectuer, en janvier 1941, des reconnaissances entre Tunisie, Sicile et Sardaigne. Quand les Alliés débarquèrent en AFN, les équipages parvinrent à faire décoller 10 Bloch pour les mettre à l’abri à Djedeida et Thélepte, à la frontière algérienne. Après avoir rejoint les Alliés et s’être regroupé à Biskra fin 1942, le GR II/33 effectua quelques missions de bombardement en piqué sur ses Bloch avant de gagner Laghouat le 6 janvier 1943 et d’être transformé sur F-5G. 
Les derniers Bloch furent transférés au Maroc et utilisés pour le remorquage de cibles par le GT I/15.

## Dans la Luftwaffe
Malgré les destructions volontaires destinées à éviter la capture des avions par les troupes allemandes, 10 MB.174 furent saisis par la Luftwaffe à l’Armistice et immédiatement envoyés en Allemagne. Aux termes des accords franco-allemands ratifiés le 28 juillet 1941 à Wiesbaden, la SNCASO poursuivit la construction du MB.175 pour le compte de la Luftwaffe, à laquelle elle livra 153 bimoteurs non armés. Ceux-ci s’ajoutant aux 47 bimoteurs en cours d’assemblage en juin 1940 dont elle avait exigé l’achèvement, ce sont donc au moins 200 MB.175 qui furent utilisés dans ses écoles allemandes pour la formation des pilotes de multimoteurs. À noter que l’avion de transport Messerschmitt Me 323 fut équipé de moteurs Gnome & Rhône 14N-48/49, certains ayant vraisemblablement été prélevés sur des MB.175.

## Sources
1. 1 2  Les ailes françaises 1939-1945 vol 1
2. 1 2 3 4 5 6 7 8  Dassault Aviation
3. ↑  Klemm, op cit, p 54
4. 1 2  Les ailes françaises 1939-1945 vol 2
5. 1 2  Les ailes françaises 1939-1945 vol 3
6. ↑  Les ailes françaises 1939-1945 vol 5